# 댄 휴잇 오언스

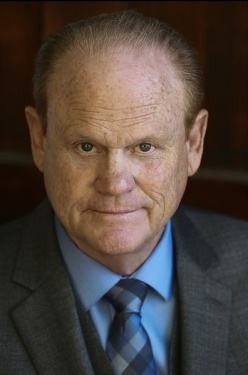

댄 휴잇 오언스(영어: Dan Hewitt Owens, 1947년 7월 5일 ~ )는 미국의 배우이다.

## 영화
- 천사의 선물 (2018년)
- 인테로게이션 (2018년) - 빌 다니엘스 형사 역
- 이너 피어 (2015년)
- 프레지던트 메이커 (2015년)
- 다크 플레이스 (2015년) - 로버트 역
- 5 아워 프렌즈 (2013년)
- 라스트베가스 (2013년) - 경비원 역
- 숫자들의 책 (1973년)